# Vladimír Šmicer

Vladimír Šmicer (Děčín, 24 de Maio de 1973) é um ex-futebolista tcheco, que atuava como meia-atacante.

## Carreira

### Inicio de carreira
Jogando de meia atacante, Šmicer conseguiu sua primeira oportunidade em 1996, ajudando o Slavia Praga a chegar as semifinais da Liga Europa da UEFA de 1995-96 e brilhando na Seleção Tcheca na Euro de 1996 na qual chegaram na final. 
Šmicer não precisou esperar muito para virar alvo de diversos clubes, e antes da Euro de 96 assinou um contrato com o Lens, equipe francesa. 
No Lens ele brilhou novamente e levou a equipe ao título inédito do Campeonato Francês da temporada 1997-1998. Nessa temporada ele foi um líder em campo e marcou 7 gols.
Ele se transferiu do Lens para o Liverpool em junho de 1999. 

### Liverpool
Šmicer se transferiu pro Liverpool e recebeu a camisa 7, Ele fez sua estréia pelo "Reds" em um jogo contra o Sheffield Wednesday no Hillsborough Stadium.e fez seu primeiro gol na vitória de 3 a 2 sobre o Watford fora de casa. Mas sua primeira temporada pelos "Reds" foi abaixo do esperado pois ele sofreu varias lesões no período.
Na temporada 2000-2001 Šmicer ajudou o Liverpool a conquistar 3 títulos, a chamada "Tríplice Coroa", os títulos foram a Copa da Inglaterra, Copa da Liga Inglesa e a Liga Europa da UEFA.
Infelizmente, Šmicer foi incomodado com diversas lesões durante as temporadas 2001-2002, 2002-2003 e 2003-2004 e jogou algumas partidas apenas, porém Šmicer teve bons momentos durante o período como um gol no ultimo minuto de jogo que concretizou a vitória do Liverpool sobre o Chelsea em 2002.
Šmicer conseguiu voltar a boa forma novamente na temporada 2004-2005, ele ficou no banco boa parte da temporada e entrava como substituto em muitos jogos, como por exemplo contra Bayer Leverkusen, Juventus, Chelsea e Milan pela Liga dos Campeões da UEFA.
Pouco antes da final contra o Milan, o então técnico do Liverpool, Rafa Benítez decidiu que seu contrato não seria renovado, Šmicer não começou a final jogando, porém uma lesão aos 23 minutos do primeiro tempo de Harry Kewell deu a Šmicer uma chance de encerrar sua carreira pelos Reds com estilo, o tcheco entrou e o placar estava 1 a 0 para os italianos, a primeira etapa se encerrou e os italianos ainda estavam ganhando, mas aumentaram o placar mais ainda resultando em um 3 a 0 para o Milan no fim do primeiro tempo. Aos 11 minutos da segunda etapa o Liverpool diminuiu com o capitão Steven Gerrard com uma cabeçada bem colocada, 2 minutos depois Šmicer recebeu e acertou um belo chute no canto de Dida diminuindo mais ainda o prejuízo para 3 a 2, 4 minutos depois, Gerrard sofreu um pênalti que foi convertido por Xabi Alonso que teve a cobrança defendida por Dida, mas fez o gol no rebote, assim os "Reds" milagrosamente empataram o jogo em um período de 6 minutos. O jogo terminou 3 a 3 mesmo depois da prorrogação e teve que ser decidido nas cobranças de pênaltis, na qual o Liverpool venceu e se sagrou campeão europeu, tendo Šmicer convertido a última cobrança da equipe inglesa.

## Fim de carreira
Mesmo assim, ainda em 2005 deixou Anfield Road de volta ao futebol francês, agora pelo Bordeaux, onde ganhou apenas uma Copa da Liga Francesa em 2007, pouco antes de deixar os Girondins e voltar ao Slavia.
Curiosamente quando ele voltou ao Slavia o clube estava em um jejum de títulos desde a temporada em que o mesmo Šmicer havia conquistado um título junto ao clube, o tcheco e o Slavia foram campeões do Campeonato Tcheco de Futebol nas temporadas 2007-08 e 2008-09.
Ele fez sua despedida como profissional no amistoso contra o principal rival da equipe, o Sparta Praga em um jogo que contava com a presença de lendas de ambos os clubes.

## Seleção
Šmicer estreou em 1993, ainda pela antiga Seleção Tchecoslovaca, então oficialmente "Representação dos Tchecos e Eslovacos": a Tcheco-Eslováquia (nome oficial do país desde 1990) havia sido extinta oficialmente em 31 de dezembro do ano anterior, com a Seleção em meio às Eliminatórias para a Copa do Mundo de 1994. Decidira-se então que República Tcheca e Eslováquia continuariam a jogar em um mesmo time até o final da qualificação ou até o final da Copa, se conseguisse se classificar. A classificação esteve perto, perdida em um confronto direto na última rodada contra a Bélgica em Bruxelas.

Šmicer realizou apenas um jogo pelo time unido, e ainda em 1993 estrearia pela nova Seleção Tcheca. Participou das campanhas surpreendentes das Eurocopas 1996 (em que o país ficou com o vice-campeonato) e 2004 (em que pararam nas semifinais). Foi convocado à Copa do Mundo de 2006, o primeiro mundial disputado pela República Tcheca desde a independência. Entretanto, lesionou-se às vésperas do mundial e acabou cortado, sendo substituído por Libor Sionko.

## Títulos

### Slavia Praga
- 1995/96 Campeonato Tcheco de Futebol
- 2007/08 Campeonato Tcheco de Futebol
- 2008/09 Campeonato Tcheco de Futebol

### Lens
- 1997/98 Campeonato Francês de Futebol
- 1998/99 Copa da Liga Francesa

### Liverpool
- 2000/01 Copa da Liga Inglesa
- 2000/01 Copa da Inglaterra
- 2000/01 Copa da UEFA
- 2001/02 Charity Shield
- 2001/02 Supercopa Europeia
- 2002/03 Copa da Liga Inglesa
- 2004/05 Liga dos Campeões da Europa

### Bordeaux
- 2006/07 Copa da Liga Francesa